# Elias M. Ammons
Elias Milton Ammons (28 de Julho de 1860 – 20 de Maio de 1925) atuou como o 19º Governador do Colorado de 1913 a 1915. Nascido em 1860 no Condado de Macon, Carolina do Norte, é talvez mais conhecido por ordenar que tropas da Guarda Nacional invadissem em Ludlow, Colorado durante o Massacre de Ludlow. Também foi fundamental para iniciar o National Western Stock Show, que ainda está em atividade. Seu filho Teller Ammons também foi governador do Colorado. Morreu em Denver, Colorado em 1925 e foi sepultado no Cemitério Fairmount em Denver.

## Primeiros anos
Filho de Jehu R. e Margaret Ammons, nasceu no Condado de Macon, Carolina do Norte em uma fazenda de ovelhas. Seu pai era um pastor batista e sua mãe era descendente dos holandeses da Pensilvânia. Aos 26 anos (1886), mudou-se para Colorado e começou no ramo do gado. Sua irmã Theodosia Grace Ammons estava no corpo docente da Universidade Estadual do Colorado e presidente da Associação do Direito de Voto do Colorado.

## Legislativo
Atuou como membro Republicano na Câmara dos Representantes do Colorado pelo Condado de Douglas de 1890 a 1896, atuando como presidente de 1894 a 1896, e então, depois de tornar-se um Democrata, atuou no Senado do Colorado de 1898 a 1902. Ammons debateu publicamente com Gifford Pinchot, chefe do Serviço Florestal dos Estados Unidos e chefe do movimento de conservação do governo federal, três vezes entre 1901 e 1909.

## Governo
Ammons foi eleito Governador do Colorado em Novembro de 1912 depois de candidatar-se como Democrata. Ammon foi eleito em uma base anti-conservação e foi contra o controle do território federal do Colorado. Acreditava fortemente na soberania dos estados e temia que o governo federal estivesse invadindo a independência política do Colorado. Além disso, estava preocupado que a reserva do território federal pudesse prejudicar o crescimento econômico do Colorado.
Como Governador, Ammon foi acusado de favorecer os donos de minas num ataque em muitas minas de carvão no estado que durou de 1913 a 1914.
Ammons deixou o cargo no dia 12 de Janeiro de 1915 e aposentou-se do serviço público.